# Rougeotiana busira
Rougeotiana busira is een vlinder van de familie van de spinneruilen (Erebidae). De wetenschappelijke naam van deze soort is voor het eerst voorgesteld als Achaea busira door Embrik Strand in een publicatie uit 1918 .
De soort komt voor in Congo-Kinshasa.